# Martín Aguirre
Carlos Martin Aguirre (Bahía Blanca, 14 settembre 1981) è un ex calciatore argentino, di ruolo centrocampista.

## Caratteristiche tecniche
Era un centrocampista centrale che può giocare anche da interno sinistro.

## Palmarès

### Club

#### Competizioni nazionali
- Campionato argentino di seconda divisione: 1

River Plate: 2011-2012
- Campionato argentino: 1

River Plate: 2014 (C)

#### Competizioni internazionali
- Copa Sudamericana: 1

River Plate: 2014
- Recopa Sudamericana: 1

River Plate: 2015
- Copa EuroAmericana: 1

River Plate: 2015